# Mirko Englich
Mirko Englich (* 28. August 1978 in Witten) ist ein ehemaliger deutscher Ringer, der vornehmlich im griechisch-römischen Stil kämpfte, sowie jetziger Trainer in dieser Sportart. Bei den Olympischen Spielen 2008 in Peking gewann er die Silbermedaille.

## Leben
Seit dem Rückzug seines Stammvereins KSV Witten 07 aus der Ringer-Bundesliga im Jahr 2009 kämpfte Englich für den 1. Luckenwalder Sportclub in der 1. Bundesliga. 2013 kehrte er nach Witten zurück. Bei Einzelmeisterschaften war er von 2010 bis 2012 für den RSV Hansa 90 Frankfurt (Oder) aktiv. Von 2007 bis 2009 absolvierte er an der Landesfeuerwehrschule in Eisenhüttenstadt/Brandenburg eine Ausbildung zum Feuerwehrmann. Diese spezielle Ausbildung ließ die Karriere im Hochleistungssport zu. Seit 2013 ist er bei der Dortmunder Berufs-Feuerwehr tätig.
Englich wurde 1985 im Rahmen des Landesprogrammes „Talentsichtung und -förderung NRW“ in Witten für den Ringkampfsport entdeckt. Sein Vater Detlef Englich war selbst ein deutscher Spitzenringer und seine Schwester Nina Englich gehörte lange Jahre zur Weltspitze im Frauenringen. Bei seiner ersten Deutschen Jugendmeisterschaft 1991 gewann er die Silbermedaille, von 1992 bis 1998 dann in Folge jeweils die Meistertitel der C-, B- und A-Jugend- sowie der Juniorenklasse Gewichtsklassen (38 bis 90 kg).
Den ersten Titel bei den Männern konnte er 1998 bei der Deutschen Meisterschaft in Witten erringen (90 kg), weitere dann in den Jahren 2000, 2001, 2002, 2003, 2005, 2006, 2007, 2010 und 2012 (96 kg).
Seine internationale Karriere begann 1993, als er bei den „Cadetten-Weltmeisterschaften“ den 6. Platz belegte (Gewichtsklasse 51 kg). Die größten Erfolge sind zwei Vize-Europameisterschaften in der 96-kg-Klasse (griechisch-römischer Stil) 2003 in Belgrad und 2008 in Tampere (Finnland), die Junioren-Europameisterschaft 1998 (90 kg, Goldmedaille in Tirana) und der Titel bei der Militär-Weltmeisterschaft 2003 in Istanbul. Bei den Olympischen Spielen 2008 in Peking gewann Englich die Silbermedaille im griechisch-römischen Stil bis 96 kg. Für diesen Erfolg erhielt er von Bundespräsident Köhler das Silberne Lorbeerblatt.
Weitere erfolgreiche internationale Stationen waren die Olympischen Spiele in Athen 2004 (11. Platz), die Weltmeisterschaften 2002 (8.), 2003 (10.), 2005 (5.) und 2010 (11.), die Europameisterschaften der Männer 2001 (9.) und 2010 (5.) sowie die Grand Prix von Deutschland 2005 (3.), 2007 und 2010 (jeweils 2.). Zu den herausragenden Ereignissen gehört das olympische Qualifikationsturnier 2008 in Novi Sad (Serbien), wo er sich mit seinem Erfolg in der letzten Begegnung den 3. Platz und damit den letzten Startplatz für die Olympischen Spiele in Peking sicherte.
Den Einstand in der Ringer-Bundesliga gab er im November 1992, als er mit 14 Jahren in der 48-kg-Klasse gegen den Schifferstädter Stefan Gartmann mit 3:9 verlor. Es folgten in der Saison weitere Begegnungen in der 48- und 52-kg-Klasse, u. a. gegen Freddy und Markus Scherer, Frank Heinzelbecker, Rosario Schmitt oder André Zoschke. Nach zwei Jahren in der Oberligamannschaft des KSV Witten 07 wechselte er zum AC Köln-Mülheim, wo er zwei Jahre in der 2. Bundesliga aktiv war. Anschließend folgte ein Jahr in der 1. Liga beim KSK Konkordia Neuss, ehe er 1999 zum KSV Witten zurückkehrte, für den er bis 2009 in der 1. Bundesliga kämpfte. Nachdem sich der Verein aus der Bundesliga zurückzog, wechselte Englich zum Luckenwalder SC. 2013 kehrte er nach Witten zurück. Bei seiner letzten Deutschen Meisterschaft 2014 errang Englich in seiner Heimatstadt die Bronzemedaille. Im Sommer 2015 wurde er beim KSV Witten Trainer des Zweitligateams und führte es zur Meisterschaft in der 2. Bundesliga West; dabei war er selbst noch in der Mannschaft aktiv. 2018 gab er die Position aus persönlichen Gründen auf und wurde Landestrainer beim nordrhein-westfälischen Ringerverband.
2008 wurde Mirko Englich mit dem Hermann-Weingärtner-Preis der Stadt Frankfurt (Oder) geehrt. In diesem Jahr wurde er außerdem zu Deutschlands Ringer des Jahres gewählt.
Mirko Englich wurde von den Trainern Frank Bartel, Andreas Ehnert, Bodo Lukowski, Günter Reichelt, Jörn Levermann und Maik Bullmann trainiert.
Er war mit der Ringerin Yvonne Englich (1979–2018) verheiratet und hat zwei Kinder.

## Internationale Erfolge
| Jahr | Platz  | Wettbewerb                                | Gewichtsklasse | Ergebnisse |
| 1993 | 6.     | Junioren-WM (Cadets) in Lünen             | bis 51 kg      | Sieger: Ünal Özel, Türkei |
| 1995 | 5.     | Junioren-EM (Juniors) in Witten           | bis 68 kg      | Sieger: Sergios Solonikis, Ukraine vor Caesar Kroge, Schweden |
| 1996 | 9.     | Junioren-EM (Juniors) in Sofia            | bis 81 kg      | Sieger: Tekin Caglar, Türkei |
| 1996 | 12.    | Junioren-WM (Juniors) in Wałbrzych        | bis 81 kg      | Sieger: Alexander Daragan, Ukraine vor Tekin Caglar |
| 1997 | 5.     | Junioren-EM (Juniors) in Istanbul         | bis 90 kg      | Sieger: Wladimir Bachtow, Russland vor Panagiotis Papastefanou, Griechenland |
| 1997 | 11.    | Junioren-WM (Juniors) in Turku            | bis 90 kg      | nach Niederlage gegen Daryoosh Ghalavand, Iran, Siegen über Sergej Tschitschanin, Israel und Lukasz Dec, Polen und Niederlage gegen Justin Ruiz, USA                                         |
| 1998 | 6.     | FILA-Test-Turnier in Faenza               | bis 97 kg      | nach Sieg über Martin Rohrer, Schweiz und Niederlagen gegen Reynaldo Rodolfo Pena Borroto, Kuba und Randy Couture, USA                                                                       |
| 1998 | 1.     | Junioren-EM (Juniors) in Tirana           | bis 90 kg      | vor Balasz Hajdu, Ungarn, Wjatscheslaw Iwanoe, Russland und Maxim Dschekunow, Ukraine |
| 1998 | 9.     | Junioren-WM (Juniors) in Kairo            | bis 90 kg      | nach Siegen über Waleri Matwienko, Kasachstan und Justin Ruiz, einer Niederlage gegen Balasz Hajdu, einem Sieg über Sahin, Türkei und einer Niederlage gegen Maxim Dschekunow                |
| 2000 | 12.    | Olympia-Qualif.-Turnier in Faenza         | bis 97 kg      | Sieger: Sergej Lischtwan, Belarus vor Mindaugas Ezerskis, Litauen |
| 2001 | 9.     | EM in Istanbul                            | bis 97 kg      | nach einer Niederlage gegen Petru Sudureac, Rumänien und einem Sieg über Jari Kortesmäki, Finnland                                                                                           |
| 2001 | 25.    | WM in Patras                              | bis 97 kg      | nach Niederlagen gegen Marek Sitnik, Polen und Gennadi Tschaidse, Georgien |
| 2002 | 17.    | EM in Seinäjoki                           | bis 96 kg      | nach Niederlagen gegen Georgios Koutsioubas, Griechenland und Petru Sudureac, Rumänien |
| 2002 | 6.     | Großer Preis von Deutschland in Dortmund  | bis 96 kg      | Sieger: Mohamed Abd el Fatah, Ägypten vor Hamza Yerlikaya und Alexej Tscheglakow, Usbekistan                                                                                                 |
| 2002 | 6.     | WM in Moskau                              | bis 96 kg      | nach Siegen über Mindaugas Ezerskis, Litauen und Sergej Lischtwan, Belarus und einer Niederlage gegen Ali Mollow, Bulgarien                                                                  |
| 2003 | 2.     | EM in Belgrad                             | bis 96 kg      | nach Siegen über Richard Karelson, Estland, Lajos Varga, Ungarn, Igor Grabowezki, Moldawien und Dawid Saldadse, Ukraine und einer Niederlage gegen Ramas Nosadse, Georgien                   |
| 2003 | 6.     | Großer Preis von Deutschland in Dortmund  | bis 96 kg      | Sieger: Alexander Besruchin, Russland vor Alexej Tscheglakow, Usbekistan |
| 2003 | 1.     | Militär-WM in Istanbul                    | bis 96 kg      | nach Siegen über Kurtulus, Türkei, Al Kin, Syrien und Mindaugas Ezerskis |
| 2003 | 10.    | WM in Creteil                             | bis 96 kg      | nach Siegen über Roman Meduna, Slowakei und Marek Svec, Tschechien und einer Niederlage gegen Martin Lidberg, Schweden                                                                       |
| 2004 | 4.     | Großer Preis von Deutschland in Dortmund  | bis 96 kg      | hinter Martin Lidberg, Petru Sudureac und Hamza Yerlikaya, Türkei |
| 2004 | 11.    | OS in Athen                               | bis 96 kg      | nach einer Niederlage gegen Ramas Nosadse und einem Sieg über Dawid Saldadse |
| 2005 | 1.     | Thor Masters in Nyköbing                  | bis 96 kg      | vor Rolf Linke und Andreas Miekeley, beide Deutschland und Thomas Lund, Dänemark |
| 2005 | 16.    | EM in Warna                               | bis 96 kg      | nach einer Niederlage gegen Marek Sitnik |
| 2005 | 3.     | Großer Preis von Deutschland in Dortmund  | bis 96 kg      | hinter Hamza Yerlikaya und Fritz Aanes, Norwegen, gemeinsam mit Aslanbek Chuschtow, Russland                                                                                                 |
| 2005 | 5.     | WM in Budapest                            | bis 96 kg      | nach Siegen über Roman Meduna und Guillermo Talavera, Venezuela, einer Niederlage gegen Hamsa Yerlikaya, einem Sieg über Fritz Aanes und einer Niederlage gegen Wassili Teplouchow, Russland |
| 2006 | 18.    | EM in Moskau                              | bis 96 kg      | nach einer Niederlage gegen Balasz Kiss, Ungarn |
| 2007 | 21.    | EM in Sofia                               | bis 96 kg      | nach einer Niederlage gegen Georgios Koutsioubas |
| 2007 | 2.     | Großer Preis von Deutschland in Dortmund  | bis 96 kg      | hinter Serkan Özden, Türkei, vor Gennadi Tschaidse und Wladimir Berdzik, Belarus |
| 2007 | 25.    | WM in Baku                                | bis 96 kg      | nach einer Niederlage gegen Balsz Kiss |
| 2008 | 1.     | Thor Masters in Nyköbing                  | bis 96 kg      | vor Jim Eric Pettersson, Schweden, Rolf Linke und Esben Fonnesbeck, Dänemark |
| 2008 | 2.     | EM in Tampere                             | bis 96 kg      | nach Siegen über Wladimir Radosavljevic, Mazedonien, Elis Guri, Albanien, Ahmed Tacyldiz, Türkei und Heiki Nabi, Estland und einer Niederlage gegen Aslanbek Chuschtow                       |
| 2008 | 27.    | Olympia-Qualif.-Turnier in Rom-Ostia      | bis 96 kg      | nach einer Niederlage gegen Kryoko, Ukraine |
| 2008 | 3.     | Olympia-Qualif.-Turnier in Novi Sad       | bis 96 kg      | nach einem Sieg über Safarow, Aserbaidschan, einer Niederlage gegen Karim Gaber, Ägypten und Siegen über Heiki Nabi, Timofej Dseinichenko und Geghamjan, Armenien                            |
| 2008 | Silber | OS in Peking                              | bis 96 kg      | nach Siegen über Han Tae-young, Südkorea, Elis Guri und Adam Wheeler, USA und einer Niederlage gegen Aslanbek Chuschtow                                                                      |
| 2010 | 5.     | EM in Baku                                | bis 96 kg      | nach einer Niederlage gegen Timofej Dseinichenko, Belarus, einem Sieg über Kalojan Dinchew, Bulgarien und einer Niederlage gegen Cenk İldem, Türkei                                          |
| 2010 | 2.     | Großer Preis von Deutschland in Dortmund  | bis 96 kg      | hinter Melonin Noumonvi, Frankreich, vor Fredrik Schön, Schweden und Robert Papp, Ungarn |
| 2010 | 11.    | WM in Moskau                              | bis 96 kg      | nach Siegen über Kabuya Kitamura, Japan und Przemyslaw Malinowski, Polen und einer Niederlage gegen Jimmy Lidberg, Schweden                                                                  |
| 2011 | 2.     | Granma-Cup in Havanna                     | bis 96 kg      | hinter Younior Estrada Falcon, Kuba, vor Oliver Hassler, Deutschland |
| 2011 | 21.    | EM in Dortmund                            | bis 96 kg      | nach einer Niederlage gegen Balasz Kiss |
| 2011 | 8.     | "Wladyslaw-Pytlasinski"-Memorial in Radom | bis 96 kg      | Sieger: Rustam Totrow, Russland vor Timofej Dseinichenko |
| 2011 | 8.     | WM in Istanbul                            | bis 96 kg      | nach Siegen über Filip Köszeghy, Slowakei und Yahia Mohammed Abutabeekh, Jordanien und einer Niederlage gegen Timofej Dseinichenko                                                           |
| 2012 | 1.     | Thor Masters in Nyköbing                  | bis 96 kg      | vor Rustam Totrow, Marthin Hamlet Nielsen, Norwegen und Andrzej Deberny, Polen |
| 2012 | 2.     | Granma-Cup in Havanna                     | bis 96 kg      | hinter Yasmany Daniel Lugo Cabrera, Kuba, vor Marthin Hamlet Nielsen und Beniamino Scibilia, Italien                                                                                         |
| 2012 | 16.    | Olympia-Qualif.-Turnier in Taiyuan        | bis 96 kg      | nach einer Niederlage gegen Balasz Kiss |
| 2012 | 8.     | Olympia-Qualif.-Turnier in Helsinki       | bis 96 kg      | Sieger: Alin Alexuc-Ciuraiu, Rumänien vor David Vala, Tschechien |
| 2012 | 7.     | Großer Preis von Deutschland in Dortmund  | bis 96 kg      | Sieger: Fredrick Schön vor Karim Gaber und Ardo Arusaar, Estland |

## Deutsche Meisterschaften
| Jahr | Platz | Gewichtsklasse | Ergebnisse                                                                            |
| 1998 | 1.    | bis 97 kg      | vor Klaus Schmitt, AV Schaafheim und Andreas Dudek, KG Baienfurt                      |
| 1999 | 2.    | bis 97 kg      | hinter Maik Bullmann, 1. Luckenwalder SC und vor Christoph Zauner, AC Bad Reichenhall |
| 2000 | 1.    | bis 97 kg      | vor Pius Grenz, ASV Hüttigweiler und Andre Montag, SV Albrechts                       |
| 2001 | 1.    | bis 97 kg      | vor Andreas Fix, VfK Schifferstadt und Andreas Dudek                                  |
| 2002 | 1.    | bis 96 kg      | vor Andreas Fix und Daniel Höfler, KSV Linzgau Taisersdorf                            |
| 2003 | 1.    | bis 96 kg      | vor Andreas Fix und Daniel Höfler, KSV Haslach i.K.                                   |
| 2004 | 8.    | bis 96 kg      | Sieger: Andreas Fix vor Rolf Linke, PSV Rostock                                       |
| 2005 | 1.    | bis 96 kg      | vor Patrik Schwendemann, AB Aichhalden und Andreas Miekeley, RSV Frankfurt (Oder)     |
| 2006 | 1.    | bis 96 kg      | vor Rolf Linke und Andreas Fix                                                        |
| 2007 | 1.    | bis 96 kg      | vor Mehmet Kasim Aras, ASV Hüttigweiler und 'Rolf Linke                               |
| 2008 | 3.    | bis 96 kg      | hinter Kai Dietrich, KSV Ketsch und Christian Fischer, KSV Seeheim                    |
| 2010 | 1.    | bis 96 kg      | vor Andreas Fix und Felix Radinger, TSV Gailbach                                      |
| 2011 | 3.    | bis 96 kg      | hinter Oliver Hassler, RG Hausen-Zell und Felix Radinger                              |
| 2012 | 1.    | bis 96 kg      | vor Oliver Hassler und Felix Radinger                                                 |
| 2014 | 3.    | bis 98 kg      | hinter Oliver Hassler und Felix Radinger                                              |

Erläuterungen
- alle Wettkämpfe im griechisch-römischen Stil
- OS = Olympische Spiele, WM = Weltmeisterschaften, EM = Europameisterschaften